# 体育之研究
《体育之研究》是1917年4月1日毛泽东在《新青年》第三卷2号上以半文言的形式发表的论文，署名“二十八画生”。本文是毛泽东公开发表的最早的论文。

## 概述
1913年，毛泽东进入湖南第一师范学院，师承杨昌济。
毛泽东早年阅读了《世界英雄豪杰传》和德国哲学家泡尔生的《伦理学原理》，讲究“文明其精神，野蛮其体魄”。他对当时中华民国“国力苶弱，武风不振，民族之体质日趋轻细”的情况深感危机。因此在该论文，他指出体育有“强筋骨、增知识、调感情、强意志”四大作用。分析家指出，早在此时，毛泽东已经开始接受唯物主义的影响。